# Stenodyneriellus fistulosus
Stenodyneriellus fistulosus är en stekelart som först beskrevs av Henri Saussure 1867.  Stenodyneriellus fistulosus ingår i släktet Stenodyneriellus och familjen Eumenidae. Inga underarter finns listade i Catalogue of Life.